# Medarbejder
En medarbejder, arbejdstager, lønarbejder eller lønmodtager er en person, der er ansat i et tjenesteforhold (dvs. underkastet arbejdsgiverens løbende instruktion) til at udføre et bestemt lønarbejde hos en arbejdsgiver. Medarbejderen får enten timeløn, akkordløn, månedsløn eller provisionsløn og kan være ansat på fuld tid (fuldtidsansat), deltid (deltidsansat) eller freelance.
Ansatte organiserer sig typisk i fagforbund, der alene eller sammen med andre forbund forhandler løn- og overenskomstforhold med deres modparter hos arbejdsgiverforeningerne. De fleste fagforbund er desuden medlem af en hovedorganisation, hvoraf LO er den største.

## Historisk
Begrebet lønarbejder blev skabt under industrialiseringen. Med lønarbejde som begreb blev folks specifikke evner til en handelsvare – ikke ulig varer som brød, mælk osv. Lønarbejderen var anderledes end f.eks. bonden, da bonden kun havde sit produkt at sælge, og var afhængig af dette produkt for at kunne overleve, hvorimod lønarbejderens produkt var selve arbejdsevnen. En lønarbejder sælger til forskel fra f.eks. en slave eller en stavnsbundet kun sin arbejdskraft eller viden i en bestemt periode og har derfor en vis frihed, men kan modsat slaven eller den stavnsbundne udskiftes uden større udgifter.
De allerførste arbejdere var landarbejdere, som gennem lang tid havde udgjort den største del af arbejderklassen. Antallet af beskæftigede i landbruget er faldet enormt siden industrialiseringen.

## Årsværk
Mange steder bruges begrebet årsværk om en fuldtidsansat medarbejder, således er et årsværk lig med 1.924 timer. Begrebet er specielt velegnet, når man skal beregne omkostninger for medarbejdere, idet man kender prisen for et årsværk og således kan budgettere sine samlede lønomkostninger, inklusive deltidsansatte der tæller fraktioner af et helt årsværk.